# Łatyszewe
Łatyszewe (ukr. Латишеве) – wieś na Ukrainie, w obwodzie donieckim, w faktycznie niefunkcjonującym rejonie gorłowskim, od 2014 pod kontrolą marionetkowej, uzależnionej od Rosji Donieckiej Republiki Ludowej. W 2001 liczyła 300 mieszkańców, spośród których 260 wskazało jako ojczysty język ukraiński, a 40 rosyjski.